# Битка на Гариљану
Битка на Гариљану одиграла се 915. године у централној Италији између војске Фатимидског калифата са једне и лиге италијанских хришћанских држава на челу са папом Јованом X. Завршена је победом хришћана.

## Битка
До битке је дошло због настојања папе да уништи сараценско упориште успостављено крај древног града Минтурнае на реци Гариљану, те тиме трајно отклони опасност од Сарацена који су од средине 9. века из својих упоришта на Сицилији и италијанском копну нападали хришћанска подручја јужне и централне Италије. Јован је у ту сврху успео окупити савез кога су чинили многи дотадашњи супарници, односно чак и неке државе које су у међусобним сукобима користиле Сарацене као савезнике. Папа Јован је стао на чело војске у којој су били контингенти италијанских војводстава и кнежевина, краља Италије Беренгара I као и византијског стратегоса Никола Пицинглија.
Након што су Сарацени протерани из упоришта на Нарни у северном Лацију, у јуну 915. године су се повукли у свој каируан (утврђење) на реци Гариљано. Тамо су стављени под опсаду. У августу су покушали испад, односно пробој до обале где су мислили наћи пут до Сицилије, али су сви ухваћени и побијени.